# Sumrak (serijal)
Sumrak je serijal od četiri vampirsko/fantastična romana koje je napisala američka književnica Stephenie Meyer. Ova tetralogija slijedi život Isabelle "Belle" Swan: 17-godišnjakinje koja se iz Phoenixa, Arizona preselila u gradić Forks, Washington, te se u toj novoj sredini njezin život drastično mijenja nakon što se zaljubi u vampira koji se zove Edward Cullen.
U tetralogiju spadaju sljedeći romani:
- Sumrak
- Mladi mjesec
- Pomrčina
- Praskozorje

Serijal je prvenstveno prepričan s Bellinog gledišta, dok se epilog u Pomrčini, te dio Praskozorja prepričan s gledišta jednog drugog lika iz serijala, Jacoba Blacka.
Stephenie Meyer, autorica tetralogije, je izjavila kako će ujedno i napisati i objaviti još jedan roman koji bi trebao nositi naslov Ponoćno sunce, a koji bi pratio roman Sumrak, te bi ujedno trebao pričati istu priču kao i on, samo iz perspektive Edwarda Cullena.
Serijal Sumrak je posebno popularan među adolescentima, o čemu govori činjenica kako je u svijetu prodano preko 42 milijuna primjeraka ovoga serijala, i to s prijevodima na 37 jezika. Knjige iz serijala Sumrak su bili najprodavaniji romani u 2008. godini na listi najprodavanijih knjiga američkih novina USA Today.

## Radnja

### Sumrak
Bella Swan se seli iz Phoenixa, Arizona u Forks, Washington kako bi živjela sa svojim ocem, dok bi njezina majka u međuvremenu mogla putovati sa svojim novim suprugom koji je igrač bejzbola u maloj ligi. Nakon selidbe u Forks Bellu počinje neodoljivo privlačiti misteriozni i zgodni dečko Edward Cullen. Nakon nekog vremena saznaje kako je on član vampirske obitelji koja pije samo krv životinja umjesto krvi ljudi. Edward i Bella se zaljubljuju. U međuvremenu se pojavljuje James, sadistički vampir iz jednog drugog kovena, koji želi popiti Bellinu krv. Edward i ostali Culleneni brane Bellu. Nakon toga Bella bježi u Phoenix u Arizoni gdje se ona na prevaru suprotstavlja Jamesu koji ju pak pokuša ubiti. Bella je teško ranjena, ali ju Edward spasi nakon čega se vraćaju u Forks.

### Mladi mjesec
Edward i njegova obitelj napuštaju Forks jer Edward vjeruje kako ugrožava Bellin život. Bella pada u duboku depresiju sve dok ne razvije jako prijateljstvo s vukodlakom Jacobom Blackom. Jacob i drugi vukodlaci iz njegovog plemena moraju je zaštiti od Victorie – vampirice koja želi osvetiti smrt svoga dečka Jamesa tako Bellinom smrti. Nakon što se dogodi nesporazum Edward povjeruje kako je Bella mrtva. Edward se odlučuje na samoubojstvo u Volterri u Italiji, ali ga ipak zaustavljaju Bella i Alice, koja je Edwardova sestra. Tada se sastaju s Volturima – moćnim kovenom vampira – te su pušteni pod uvjetom da Bella postane vampirom u skoroj budućnosti. Bella i Edward su ponovno zajedno, a Cullenovi se vraćaju u Forks.

### Pomrčina
Vampirica Victoria (Jamesova cura iz Sumraka)  je stvorila vojsku novorođenih vampira kako bi krenula u bitku protiv obitelji Cullen, te ubila Bellu. U međuvremenu, Bella je prisiljena izabrati između svoje veze s Edwardom i svoga prijateljstva s Jacobom. Edwardova vampirska obitelji i Jacobovo pleme vukodlaka udružuju snage kako bi uspješno uništili Victoriu i njezinu vampirsku vojsku. Na kraju Bella ipak izabire Edwardovu ljubav umjesto Jacoba, te se pristaje udati za njega.

### Praskozorje
Bella i Edward su se vjenčali, ali je njihov medeni mjesec skraćen nakon što Bella otkriva kako je trudna. Njezina trudnoća brzo napreduje, što nju čini jako slabom. Prilikom porođaja skoro umire kako bi na svijet donijela svoju i Edwardovu poluljudsku i poluvampirsku djevojčicu Renesmee, ali Edward ipak Bellu mora inficirati svojim otrovom kako bi spasio njezin život da ju pretvori u vampira. Vampir iz jednog drugog kovena vidi Renesmee te zbog zabune misli kako je ona "besmrtno dijete" čije je postojanje protivno vampirskom zakonu, te obavještava Volture. Cullenovi sabire vampire svjedoke koji mogu potvrditi kako Renesmee nije besmrtno dijete. Nakon napete konfrontacije Cullenovi i njihovi svjedoci uspijevaju uvjeriti Volture kako dijete ne predstavlja nikakvu opasnost vampirima i njihovoj tajnosti, zbog čega su pušteni na miru.

## Glavni likovi
- Isabella "Bella" Swan – Protagonist ovoga serijala i tinejdžerica Bella je neprestano nespretni "magnet za opasnost" s tamno smeđom kosom i smeđim očima. Često je prikazana kao osoba s malim samopoštovanjem zbog čega nije u mogućnosti razumjeti ljubav koju Edward osjeća prema njoj. Također posjeduje imunitet na nadnaravne sposobnosti koje utječu na um, kao što je Edwardova sposobnost čitanja misli. Nakon njezine transformacije u vampira u četvrtom nastavku ovog serijala Bella dobiva sposobnost da zaštiti sebe i druge od "mentalne štete" drugih vampira.
- Edward Cullen – Edward je vampir koji živi u kovenu vampira istomišljenika poznatih kao obitelj Cullen koji se hrane životinjama umjesto ljudima. Na početku, Edward osjeća uzajamnu mržnju prema Jacobu Blacku zbog njegove ljubavi prema Belli, ali u "Praskozorju" dolazi vidjeti Jacoba kao brata i prijatelja. Kao neki vampiri Edward ima nadnaravnu sposobnost čitanja misli što mu omogućuje čitanja misli bilo koga u radijusu od nekoliko kilometara. Bella je imuna na njegovu sposobnost kao ljudsko biće, ali nakon što postane vampirom nauči kako smanjiti ovaj "štit".
- Jacob Black – Manji je lik u prvome romanu. Jacob je predstavljen kao član plemena Quileute. U romanu "Mladi Mjesec" se vraća s mnogo većom ulogom, te postajući vukodlakom i Bellin najbolji prijatelj kako se ona bori sa svojim depresijama zbog gubitka Edwarda. Iako je zaljubljen u Bellu ona ga u početku vidi samo kao prijatelja. U "Pomrčini" Bella shvaća kako također voli i njega iako je ova ljubav svladana njezinom ljubavlju prema Edwardu Cullenu. U "Praskozorju" Jacob pronalazi ljubav svog života u Bellinoj i Edwardovoj kćerki Renesmee, što ga je riješilo boli koju je osjećao zbog gubitka Belle.

## Mjesta radnje
Radnja ovog serijala romana je prvenstveno smještena u malome gradiću Forks koji se nalazi na sjeverozapadu SAD-a u saveznoj državi Washington. U ovome gradiću Bella živi sa svojim ocem Charliem Swanom. Drugi gradovi iz savezne države Washington koji se kratko pojavljuju u ovome serijalu su: Port Angeles, Olympia, Seattle te La Push. Neki događaji iz prvog romana ovog serijala koji se zove Sumrak su smješteni u Phoenixu u Arizon gdje je Bella odrasla. U romanu Mladi mjesec dio radnje je smješten u gradu Volterri u Italiji gdje je Edward otputovao kako bi počinio samoubojstvo, te gdje je Bella otišla kako bi ga spasila. Grad Jacksonville koji se nalazi u Floridi se spominje po prvi put u romanu Sumrak, do se dio radnje u romanu Pomrčini događa u njemu kada su Edward i Bella posjetili Bellinu majku koja se preselila tamo sa svojim novim suprugom. Dio radnje romana Praskozorje odvija se u Seattleu prvi put nakon što Jacob pokuša pobjeći u taj grad zbog ljubavi koju osjeća prema Belli, te drugi put kada Bella pokuša pronaći čovjeka po imenu J. Jenks. Bella i Edward provode svoje medeni mjesec na izmišljenom otoku koji se zove "Isle Esme", za kojeg je navedeno kako se nalazi nedaleko od obale Brazila.

## Struktura i žanr
Serijal romana Sumrak spada u žanr namijenjen prvenstveno mladim čitateljima, te također u žanr fantastike, te u žanr romantike, iako je sama autorica ovog serijala kategorizirala svoj prvi roman iz ovog serijala, Sumrak, kao "napetu i romantičnu horor komediju". Također, autorica je navela kako ona smatra romane iz serijala Sumrak kao "romantiku više od bilo čega drugog". Ovaj serijal istražuje neortodoksnu ljubavnu vezu između Belle, koja je ljudsko biće, i Edwarda, koji je vampir, te uz to sve i ljubavni trokut između Belle, Edwarda i Jacoba, koji je vukodlak. Ovaj serijal romana izbjegava udubljivanje u seks, drogu, te u upotrebu psovki jer je sama autorica ovog serijala istaknula: "Mislim kako adolescenti ne bi trebali čitati o besplatnom seksu.".
Romani su napisani u stilu pripovijedanja u prvom licu, prvenstveno kroz Bellin pogled na stvari i njezina razmišljanja, dok su epilog trećeg romana, te dio posljednjeg romana ovog serijala napisani s Jacobova gledišta.
Osnova ovog serijala romana je mit o vampirima, s iznimkom da se vampiri u serijalu Sumrak razlikuju u nekim stvarima od predodžbe koju u današnje vrijeme ljudi imaju o njima. Tako vampiri iz serijala romana Sumrak imaju jako oštre zube umjesto velikih oštrih očnjaka; zatim oni svjetlucaju na sunčevom svjetlu umjesto da pod njegovim utjecajem izgore i umru; te također oni mogu piti životinjsku krv isto kao i ljudsku. I sama autorica ovog serijala kaže kako se njezina mitologija vampira razlikuje od one drugih autora jer nije bila informirana o kanonu vampira.

## Teme i inspiracije
Po samoj autorici ovog serijala, njezine knjige su "o životu, a ne smrti" i  "ljubavi, ne požudi". Svaki nastavak ovog serijala romana je djelomično inspiriran na nekom drugom književno klasiku: Sumrak po romanu Ponos i predrasude engleske književnice Jane Austen, Mladi mjesec po ljubavnoj tragediji Romeo i Julija engleskog književnika Williama Shakespearea, Pomrčina po romanu Orkanski visovi engleske književnice Emily Brontë, te Praskozorje po djelu San ljetne noći engleskog pisca Williama Shakespearea. Autorica ovog serijala romana Stephenie Meyer je istaknula kako su američki autor, kritičar i javni govornik Orson Scott Card i roman Anne od zelenih zabata kanadske autorice Lucy Maud Montgomery također jako utjecali na njezino pisanje.
Druge važne teme u ovome serijalu uključuju izbor i slobodnu volju. Autorica kaže kako su knjige okružene oko Bellinog izbora da sama izabere svoj životni put, te oko izbora Cullenovih da radije apstiniraju od ubijanja nego da slijede svoja iskušenja: "Stvarno mislim kako je to glavna metafora mojih vampira. Nije važno gdje si zaglibio u životu ili što misliš što moraš napraviti; uvijek možeš izabrati nešto drugo. Uvijek postoji drugačiji put."
Autorica ovog romana, koja je inače mormon, priznaje kako je njezina vjera utjecala na njezino pisanje. Točnije, ona kaže kako njezini likovi "imaju tendenciju više razmišljati o tome odakle dolaze, te kamo idu, više nego što bi moglo biti učestalo." Autorica također usmjeruje svoja djela dalje od stvari kao što su spol ili seks, iako je većina njezinih romana romantične naravi. Također, autorica kaže kako ona stalne ne pokušava svjesno svoje romane napisati kao da su napisani pod utjecajem Mormonizma, ili promovirati vrline seksualne apstinencije i duhovne čistoće, ali priznaje kako je njezino pisanje oblikovano njezinim vrijednostima, pritom izjavivši: "Ne mislim kako će moje knjige grafičke ili mračne zbog toga tko sam ja. Uvijek će biti mnogo svijetla u mojim pričama."

## Podrijetlo priče i povijest objavljivanja
Autorica Stephenie Meyer kaže kako je ideja za serijal Sumrak došla u snu 2. lipnja 2003. godine. San je bio o ljudskoj djevojci i vampiru koji je bio zaljubljen u nju, ali je također žudio za njezinom krvi. Na temelju toga sna, Stephenie Meyer je napisala transkript onoga što je sada 13. poglavlje romana Sumrak. Iako je imala jako malo iskustva u pisanju, nakon samo tri mjeseca transformirala je taj san u završeni roman. Nakon pisanja i prepravljanja romana potpisala je ugovor po kome je morala napisati tri knjige s tvrtkom Little, Brown and Company na 750,000 američkih dolara, što je bilo neobično visok iznos za autora koji piše po prvi put. Megan Tingley, urednica koja je potpisala ugovor sa Stephenie Meyer, kaže kako je na pola čitanja manuskripta shvatila kako ima budući bestseller u svojim rukama. Knjiga je puštena u prodaju 2005. godine.
Ubrzo nakon toga ovaj prvi roman iz serijala Sumrak je dobio mnogo priznanja.
Slijedeći uspjeh romana Sumrak, Meyer je proširila priču u serijal od još tri knjige: Mladi mjesec (2006.), Pomrčina (2007.), te Praskozorje (2008.). U prvome tjednu objavljivanja, drugi nastavka serijala (Mladi mjesec), debitirao je na 5. mjestu liste najprodavanijih knjiga dječje tematike "New York Timesa", te se u drugom tjednu prodaje podigao na prvo mjesto gdje je ostao još sljedećih jedanaest tjedana. Sveukupno, ovaj nastavak serijala je na ovoj knjizi ostao 50 tjedana. Nakon puštanja u prodaju romana Pomrčina, prva tri romana iz serijala Sumrak provela su sveukupno 143 tjedna na listi najprodavanijih knjiga New York Timesa. Četvrti nastavak serijala Sumrak, Praskozorje, je pušten u prodaju s inicijalnim brojem primjeraka od 3.7 milijuna. Preko 1.3 milijuna kopija su prodani samo na prvi dan prodaje, što je postavilo rekord predaje za prvi dan kod Hachette Book Group USA. Nakon završetka četvrtog nastavka ovog serijala, njegova autorica Stephenie Meyer izjavila je kako će Praskozorje biti posljednji roman koji će biti ispričan s gledišta Belle Swan. 2008. godine ove četiri knjige došle su na top četiri mjesta američkih novina USA Today na najprodavanijoj listi za kraj godine, što je autoricu ovog serijala učinilo prvim autorom koji je ikad dobio ovu pohvalu.

## Buduće knjige
Stephenie Meyer je na početku planirala napisati i knjigu koja je trebala pratiti knjigu Sumrak, a koja bi se zvala Ponoćno sunce. Ponoćno sunce bi bila ista priča kao i u romanu Sumrak, samo što bi pričala priču sa stajališta Edwarda Cullena. Autorica je izjavila kako će Sumrak biti jedini roman kojeg planira prepisati kako bi bio s Edwardovog stajališta. No, nakon nekog vremena je kopija prvih 12 poglavlja Ponoćnog sunca ilegalno dospjela na internet u svome šturom formatu. Stephenie Meyer je od tada postavila ovih 12 poglavlja tog romana na svoju web-stranicu kako se njezini obožavatelji ne bi osjećali krivim zbog toga što ih čitaju, te je od tada ovaj projekt odgodila na neodređeno vrijeme zbog toga kako se osjećala u svezi sa situacijom koja se stvorila oko tog romana.
Iako trenutno nema planova to učiniti, autorica je izjavila kako će, ako ikad bude nastavila pisati nove romane koji bi se vezali na serijal Sumrak, pisati s gledišta Leahe Clearwater ili Renesmee Cullen.
Priča o Sumraku: službeni vodič, koji će dati više informacija o svijetu serijala Sumrak je pušten u prodaju 2009. godine.

## Adaptacije serijala u film
Scenarij po romanu Sumrak je napisala Melissa Rosenberg, dok je film snimila tvrtka Summit Entertainment. Film je režirala Catherine Hardwicke, dok su glavne uloge pripale Kristen Stewart koja je u njemu glumila Bellu, te Robertu Pattinsonu koji je glumio Edwarda Cullena. Ovaj je film objavljen u SAD-u 21. studenog 2008. godine.
Zbog tog filma u prodaju je puštena i posebna knjiga pod imenom Sumrak: Cjeloviti ilustrirani vodič kroz film, koju je napisao Mark Cotta Vaz, a puštena je u prodaju u SAD-u 28. studenog 2008. godine.
22. studenog 2008. godine, slijedeći uspješnost filma Sumrak, tvrtka Summit Entertainment potvrdila je nastavak koji će se bazirati na drugom romanom iz serijala Sumrak pod naslovom Mladi mjesec.

## Vanjske poveznice
- Službene stranice autorice serijala Sumrak Stephenie Meyer
- Službene stranice serijala romana Sumrak